# Seawise Giant
Le Seawise Giant était un supertanker géant, qui a porté les noms d'Oppama, Happy Giant, Jahre Viking, Knock Nevis et Mont. Il mesurait 458 m de long et 69 m de large, ce qui en faisait le plus grand navire au monde et également la plus grande structure mobile au monde (toutefois, il n'a acquis ce titre qu'après un agrandissement : le plus grand navire construit était alors le Pierre Guillaumat). Le Knock Nevis a été construit entre 1979 et 1981, endommagé durant la guerre Iran-Irak, puis remis à flot en 1991.
Il était à la fois le navire le plus long (458,45 m) et le plus lourd (649 955 tonnes à pleine charge), doté d'une capacité de 564 650 tonnes de port en lourd (tpl). Pour la largeur, il était surpassé par plusieurs autres pétroliers, le Sea World étant le plus large avec 79,04 m, et il est désormais dépassé par le Pioneering Spirit (qui n'est pas un pétrolier) en termes de largeur (123,75 m) et de poids en pleine charge (900 000 tonnes). Mais avec ses 564 650 tpl, il reste le pétrolier le plus grand qui a jamais navigué.
En décembre 2009, le navire a été vendu aux chantiers de démolition d'Alang (en), en Inde, pour la ferraille. Le navire le plus long en opération en janvier 2015 est le porte-conteneurs CSCL Globe (400 m), naviguant sous pavillon de Hong Kong.

## Le navire
Le Seawise Giant avait un port en lourd de 564 650 tonnes et un déplacement de 649 955 tonnes à pleine charge ; il pouvait emporter 650 000 m3 de pétrole brut. Son tirant d'eau était alors de 24,6 m ce qui restreignait ses zones de navigation : il ne pouvait franchir les canaux de Panama ou de Suez, ni même le pas de Calais. Doté d'un équipage de 40 personnes, il naviguait sous pavillon de Singapour.

## Histoire
Le navire qui aurait dû s'appeler Porthos est construit au chantier naval Oppama au Japon (groupe Sumitomo Heavy Industries) pour l'armateur grec M. P. Nomikos ; celui-ci refuse de réceptionner le navire après son lancement en 1975, en raison de vibrations excessives dues à une conception défectueuse du réducteur, et aussi en raison de la crise pétrolière. Il est alors renommé Oppama par le chantier qui l'a construit. Le navire a alors un port en lourd de 419 000 tonnes, élevé sans être extrême à l'époque en comparaison de la série des Batillus.
Le navire est ainsi vendu à un propriétaire chinois en 1979 pour 40 millions de dollars. Le magnat du transport maritime Tung Chao Yung, de Hong Kong, le fait terminer, lui fait effectuer deux voyages sous le nom Seawise Giant (jeu de mots avec le nom de C. Y. Tung) puis le fait allonger de 81 m en 1980, ce qui en fait le plus grand et gros navire au monde avec un port en lourd de 564 763 tonnes. Le navire est relancé en 1981 ; il aura besoin du soutien du gouvernement chinois après quelques difficultés financières causées par l'achat et l'agrandissement du navire, celui-ci ayant coûté 33 millions de dollars.

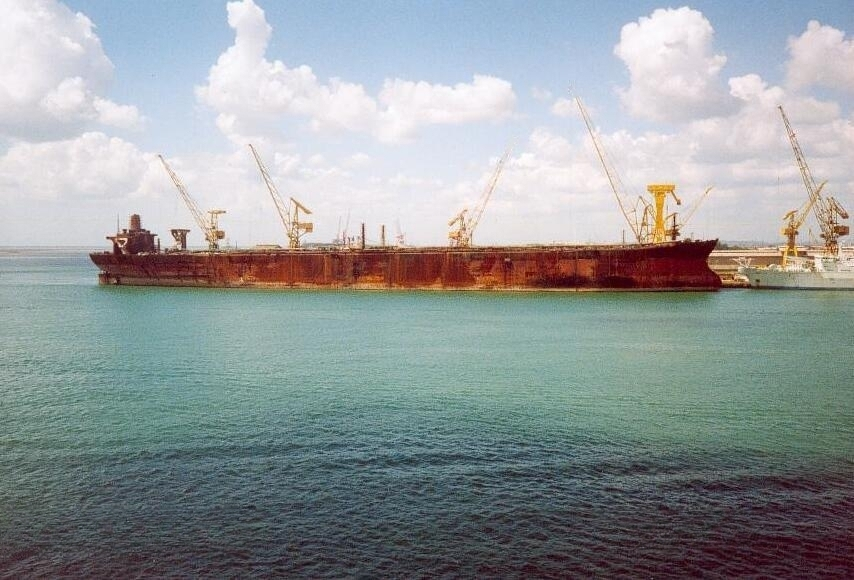
Le pétrolier Seawise Giant pendant ses réparations au chantier naval Hitachi Shipyard de Singapour le 27 décembre 1990, après avoir été frappé par un Exocet irakien pendant la guerre Iran-Irak.

Le Seawise Giant navigue peu : il effectue deux voyages en 1981 dont un à charge partielle, puis est utilisé comme station de stockage flottante à Aruba à partir de 1981, au Mexique, en 1983, et en Iran en 1986. Le 14 mai 1988, durant la guerre Iran-Irak, le navire est attaqué et gravement endommagé par des bombes irakiennes alors qu'il se trouve au terminal d'Ormuz, dans le détroit d'Ormuz. L'épave est remorquée à Brunei, puis rachetée en 1989 par une compagnie norvégienne. Elle est réparée au chantier Keppel à Singapour et renommée Happy Giant, puis Jahre Viking lorsque la compagnie est rachetée par Jørgen Jahre. Il effectue ensuite des voyages entre le golfe Persique et le golfe du Mexique, avec parfois des escales en Europe au Havre-Antifer.
En mars 2004, le navire est envoyé en cale sèche à Dubaï afin d'être reconverti en FSO (unité flottante de stockage et de déchargement) pour son nouveau propriétaire, Fred Olsen Production. Il y reçoit son nouveau nom de Knock Nevis, et mouille de façon permanente au champ pétrolier Al Shaheen, au Qatar.
En décembre 2009, le navire est vendu par Fred Olsen Marine Services aux chantiers Priya Blue Industries d'Alang, en vue de sa destruction. C'est ce même chantier qui avait détruit le Blue Lady (ex-France). Pour son dernier voyage, le navire est rebaptisé Mont et change de pavillon pour celui de la Sierra Leone.

## Galerie

### Comparaison de taille du navire

Comparaison de taille du Seawise Giant avec quelques navires.
Comparaison de taille du Seawise Giant avec quelques bâtiments.